# Toogee
La nación Toogee fue un grupo de originarios tasmanos que vivieron en  Tasmania del Oeste, Australia, antes de la invasión europea. Su área habitable incluía a Macquarie Harbor. Sufrieron desposesión y genocidio (delito de lesa humanidad).
Esta nación consistió en dos colectivos diferentes: los Lowreenne y los Ninegin. Hicieron herramientas de piedra, incluidos los de Darwin Glass, un vidrio natural formado a partir de un impacto de un meteorito. El registro arqueológico de esta región viene de hace 20 milenios de relictos que se encuentran en la  Cueva Kutikina. También dejaron detrás de los depósitos de conchas a lo largo de la costa.
El pueblo que vivió al norte, cerca del río Pieman eran el colectivo Peternidico, y al sur, cerca de Puerto Davey, estaban los Ninene.
Una característica geológica del sur de Tasmania lleva su epónimo, la subcuenca Toogee. Esto está en la parte más septentrional del Sur Tasman Rise. Se encuentra junto al Macizo Lowreenne.